# Wies van Dongen (1957)
Wies van Dongen (Breda, 8 oktober 1957) is een Nederlands voormalig professioneel wielrenner. Hij reed voornamelijk criteriums, maar wist tweede te worden in een etappe in de Ronde van de Toekomst in 1979. In 1981 werd hij 16e in de Ronde van Nederland, waarin hij als tweede was geëindigd in de proloog.
Wies van Dongen draagt dezelfde naam als zijn vader die ook wielrenner was, zie Wies van Dongen (1931)

## Belangrijkste overwinningen
1978
- Nacht van Breda

1983
- 6e etappe Zes van Rijn en Gouwe

1984
- 3e etappe Zes van Rijn en Gouwe

## Resultaten in voornaamste wedstrijden
| Jaar | Ronde van Italië | Ronde van Frankrijk | Ronde van Spanje |
| ---- | ---------------- | ------------------- | ---------------- |
| 1981 |                  |                     | opgave           |
| 1982 |                  |                     |                  |
| 1983 |                  |                     |                  |
| 1984 |                  |                     |                  |
| 1985 | 130e             |                     |                  |

| Jaar | Milaan-San Remo | Amstel Gold Race |
| ---- | --------------- | ---------------- |
| 1981 |                 |                  |
| 1982 |                 |                  |
| 1983 | 80e             |                  |
| 1984 |                 | 28e              |
| 1985 |                 |                  |